# Jurij Koch

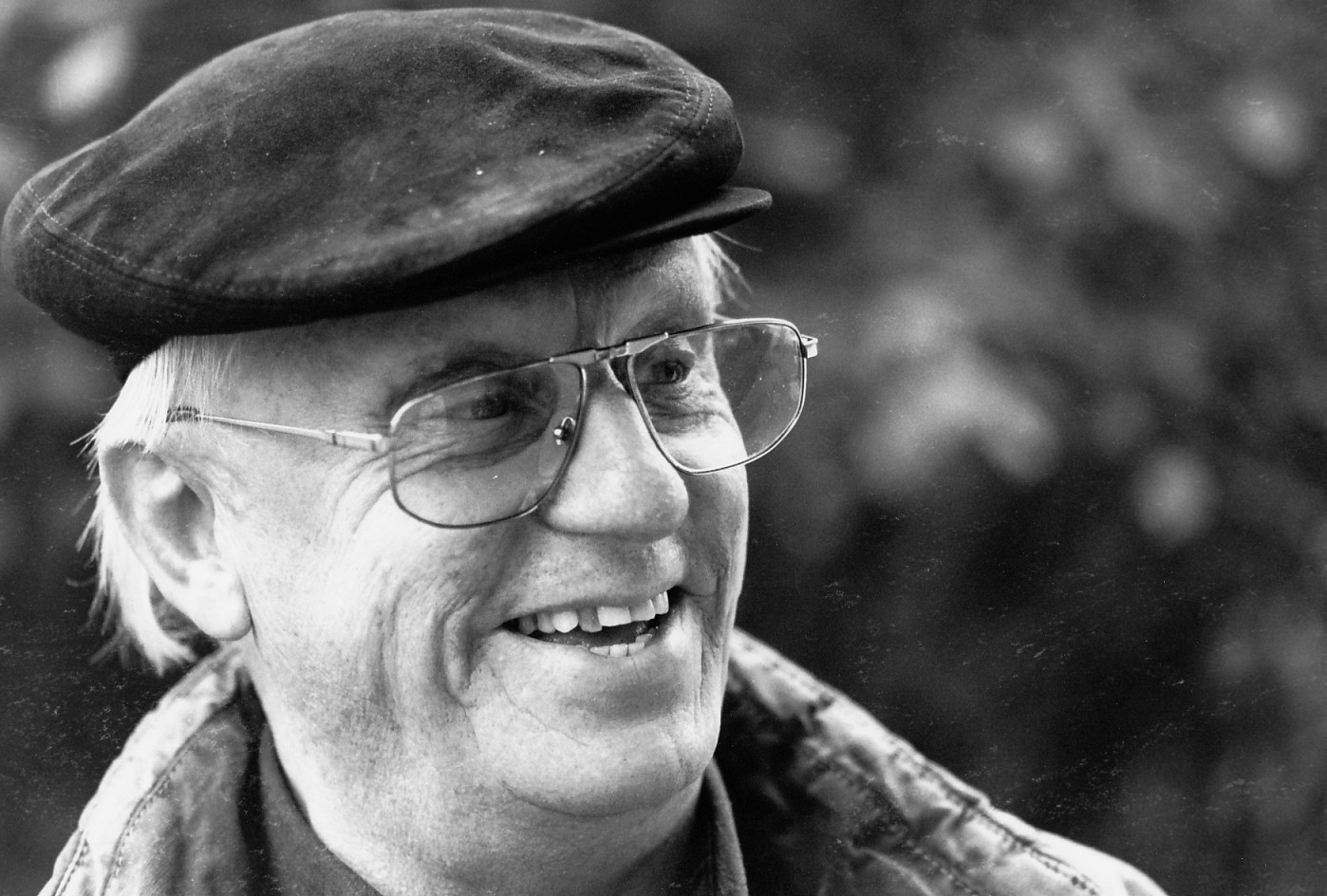
Jurij Koch (1995)

Jurij Koch (* 15. September 1936 in Horka) ist ein sorbischer Schriftsteller, der seine Werke auf Deutsch und den sorbischen Sprachen (Obersorbisch und Niedersorbisch) verfasst.

## Leben
Der Sohn einer sorbischen Steinarbeiterfamilie ging in Crostwitz, auf das Gymnasium in Varnsdorf (Tschechoslowakei) sowie in Bautzen zur Schule. In Cottbus schloss er sein Abitur ab. Anschließend studierte er in Leipzig von 1956 bis 1960 Journalistik und postgradual von 1961 bis 1966 Theaterwissenschaften. Danach war Koch Redakteur und Reporter beim Rundfunk und ab 1976 freischaffender Schriftsteller. Er ist Mitglied im PEN-Zentrum Deutschland.
Koch thematisiert in seinen Werken immer wieder die Problemfelder der Braunkohlegewinnung und die damit verbundene Zerstörung von Landschaft und Heimat. In seinem Buch Gruben-Rand-Notizen stellt Koch teils tagebuchähnlich die Devastierung des Dorfes Horno dar und betrachtet politische Entscheidungen zur Vernichtung des Ortes kritisch. Im Streit um die Erhaltung Dorfes war Jurij Koch stets ein Unterstützer und Wegbegleiter der Einwohner. Auch die erste Lesung des Buches Gruben-Rand-Notizen fand im neuen Hornoer Krug des umgesiedelten Dorfes statt.
Heute lebt Koch in dem Dorf Sielow bei Cottbus, Niederlausitz. Er ist verheiratet und hat drei Kinder.

## Auszeichnungen
- Literaturpreis der Domowina 1963 und 1968
- Staatspreis Jakub Bart-Ćišinski (im Kollektiv), 1976
- Carl-Blechen-Preis der Stadt Cottbus, 1983
- Literaturpreis Umwelt des Landes NRW, 1992

## Werke

### Bücher (Auswahl)
- Židowka Hana („Jüdin Hana“), Erzählung, Domowina-Verlag 1963
- Nadrózny koncert („Straßenkonzert“), Gedichte, Domowina-Verlag 1965
- Mjez sydom mostami („Zwischen sieben Brücken“), Roman, Domowina-Verlag 1968
- Dneprfahrten (Pućowanje k ranju), Reportagen, 1969
- Rosamarja, Roman, Mitteldeutscher Verlag 1975
- Der einsame Nepomuk, Erzählungen, Mitteldeutscher Verlag 1980
- Landung der Träume, Mitteldeutscher Verlag 1982
- Das schöne Mädchen. Ein sorbisches Märchen, Domowina Verlag 1983
- Der Kirschbaum, Novelle, Mitteldeutscher Verlag 1984
- Rosinen im Kopf. Eine unglaublich wahre Geschichte, Altberliner Verlag 1984
- Jan und die größte Ohrfeige der Welt, Altberliner Verlag 1985
- Pintlaschk und das goldene Schaf, (Pintlašk a złote jehnjo), Altberliner Verlag, Berlin 1987
- Augenoperation, Roman, Verlag Neues Leben 1988. ISBN 3-355-00792-7
- Bagola. Die Geschichte eines Wilddiebs, 1988 ISBN 3-357-00023-7
- Die rasende Luftratte oder wie der Mäusemotor erfunden wurde, (Měrćinowy Miksmaks z myšacym motorom), Kinderbuchverlag Berlin 1989. ISBN 3-358-01230-1
- Schattenrisse, Roman, Spectrum Verlag 1990. ISBN 3-7976-1450-0
- Das Sanddorf, Domowina-Verlag, Bautzen 1991. ISBN 3-7420-0515-4
- Jubel und Schmerz der Mandelkrähe. Ein Report aus der sorbischen Lausitz, Domowina-Verlag, Bautzen 1992. ISBN 3-7420-0744-0
- Golo und Logo, (Golo a Logo), Alibaba-Verlag, Frankfurt am Main 1993
- Jakub und das Katzensilber. Heiterer Abenteuerroman für junge Leser, Domowina-Verlag, Bautzen 2001. ISBN 3-7420-1867-1
- Am Ende des Tages, Erzählung (Na kóncu dnja), Domowina-Verlag, Bautzen 2009. ISBN 978-3-7420-2145-8
- Zabych ći něšto rjec, Ludowe nakładnistwo Domowina, Budyšin 2010. ISBN 978-3-7420-2172-4
- Serski kral : Łużycki król, Namislavia-Verlag, Namysłów (Polen) 2010. ISBN 978-83-60537-28-2
- Zasej wšo na lubosć stoj, Hörbuch, Ludowe nakładnistwo Domowina, Budyšin 2011. ISBN 978-3-7420-2203-5
- Das Feuer im Spiegel, Domowina-Verlag, Bautzen 2012. ISBN 978-3-7420-2237-0
- Knot Knut a bur Žur, Ludowe nakładnistwo Domowina, Budyšin 2012. ISBN 978-3-7420-2240-0
- Bauer Sauer und der Maulwurf Ulf, Lychatz Verlag, Leipzig 2013. ISBN 978-3-942929-23-3
- Oma Kata-Marka und die Streithähne, Lychatz Verlag, Leipzig 2014. ISBN 978-3-942929-73-8
- Wětrnik na třěše. Ludowe nakładnistwo Domowina, Budyšin 2014, ISBN 978-3-7420-2293-6 (obersorbisch).
- Der Kirschbaum Erzählungen, Domowina-Verlag, Bautzen 2015. ISBN 978-3-7420-2324-7
- Helene hau ab! (mit Bildern von Thomas Leibe), Lychatz Verlag, Leipzig 2015. ISBN 978-3-942929-92-9
- Abessinka, wo bist du? (mit Bildern von Thomas Leibe), Lychatz Verlag, Leipzig 2016. ISBN 978-3-942929-40-0
- Windrad auf dem Dach Erinnerungen, Domowina-Verlag, Bautzen 2016. ISBN 978-3-7420-2375-9
- Bauer Sauer hinter dem Mond (mit Bildern von Thomas Leibe), Lychatz Verlag, Leipzig 2017. ISBN 978-3-942929-52-3
- Mati und der Delfin Agenor (mit Bildern von Thomas Leibe), Lychatz Verlag, Leipzig 2019. ISBN 978-3-948143-00-8
- Hana. Eine jüdisch-sorbische Erzählung. Übersetzt von Hilger Weisweiler. Hentrich & Hentrich Verlag, Berlin/Leipzig 2020, ISBN 978-3-95565-372-9.[1]
- Gruben-Rand-Notizen. Domowina-Verlag, Bautzen 2020, ISBN 978-3-7420-2638-5.

### Filme (Auswahl)
- Wie wär's mit uns beiden? (1980)
- Rublak – Die Legende vom vermessenen Land (1980)
- Sehnsucht (1990, Szenarium für die Verfilmung seiner Novelle Der Kirschbaum)
- Tanz auf der Kippe (1991, Verfilmung des Romans Augenoperation)
- Die Enkel der Lausitzer

### Hörfunksendungen und Theaterstücke (Auswahl)
- Zwischen sieben Brücken (Mjez sydom mostami), 1970, Regie: Beno Šram
- Die letzte Prüfung (Poslednje pruwowanje), 1972